# Bjursund (sund)
Bjursund (uttalas med betoning på sund) är ett sund mellan Gudingen och Syrsan nära Loftahammar i Västerviks kommun, Kalmar län.